# Gretna Green
Gretna Green is een dorp in de Schotse lieutenancy Dumfries in het raadsgebied Dumfries and Galloway in de buurt van de Engelse grens. De plaats staat historisch bekend vanwege de vele huwelijken die er worden voltrokken. In het verleden waren dat vooral huwelijken waarbij de bruid geschaakt was, al dan niet tegen haar zin.
De plaats ligt aan de River Sark, die uitmondt in de Solway Firth en was vroeger de eerste plaats die in Schotland werd aangedaan wanneer men de postkoets van Londen naar Edinburgh nam. Tegenwoordig ligt Gretna Green aan de M74/A74. Gretna Green heeft een spoorwegstation dat dienst doet voor zowel Gretna Green als Gretna. In 1915 vond vlak bij Gretna Green de treinramp bij Quintinshill plaats, het meest ernstige spoorwegongeluk in de Britse geschiedenis, waarbij 227 doden vielen. De meeste doden waren soldaten die onderweg waren naar het front in de Eerste Wereldoorlog.

## Huwelijken

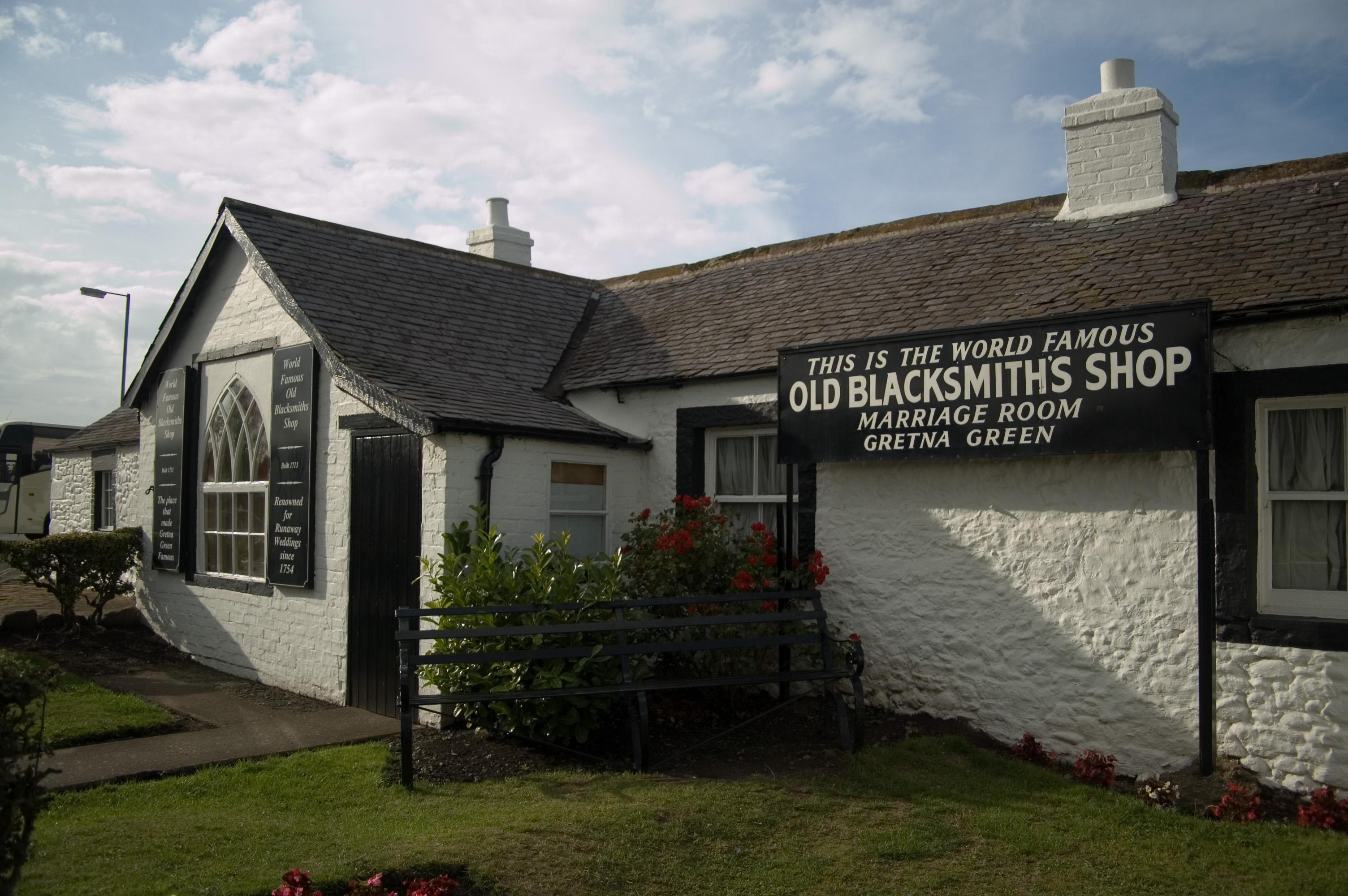
De "Old Blacksmith's Shop" in Gretna Green.

Gretna Green is een van de meest populaire trouwlocaties ter wereld. Er worden ruim 5000 huwelijken per jaar gesloten, wat gelijkstaat aan één op de zes in Schotland gesloten huwelijken.
De geschiedenis van de "schaakhuwelijken" begon in 1753, toen in Engeland een wetsvoorstel werd aangenomen, de door Philip Yorke, de eerste Graaf van Harwicke, voorgestelde Marriage Act 1753. Deze wet stelde dat wanneer niet beide huwelijkspartners minstens 21 jaar oud waren, de ouders toestemming voor het huwelijk moesten geven. Deze wet gold niet in Schotland, daar was het voor jongens vanaf 14 en meisjes vanaf 12 jaar al toegestaan om te trouwen zonder ouderlijke toestemming. Deze leeftijden zijn sinds 1929 voor beide geslachten verhoogd naar 16 jaar, maar nog steeds is de ouderlijke toestemming niet nodig. Dat was dan ook de reden dat veel jonge Nederlandse stellen in de jaren zestig vluchtten naar Gretna Green om daar te trouwen.
Voor de doorvoering van deze veranderingen vluchtten veel trouwlustigen uit Engeland weg, en de eerste Schotse plaats die men op de postkoetsroute naar Edinburgh tegenkwam was Gretna Green. De Old Blacksmith's Shop (de oude smidse, gebouwd in 1712) en Gretna Hall's Blacksmith's Shop (gebouwd in 1710) werden volgens de folklore de belangrijkste locaties voor de huwelijksmarkt. Al in 1887 opende de Old Blacksmith's Shop zijn deuren als toeristische attractie. De plaatselijke smidse en zijn aambeeld zijn sindsdien de symbolen van in Gretna Green gesloten huwelijken.

## Trivia
- Leo Sayers lied Moonlighting van het album Another Year (1975) verhaalt over een stel dat alles achterlaat om in ieder geval in Gretna Green te gaan trouwen.